# Ангулемський договір

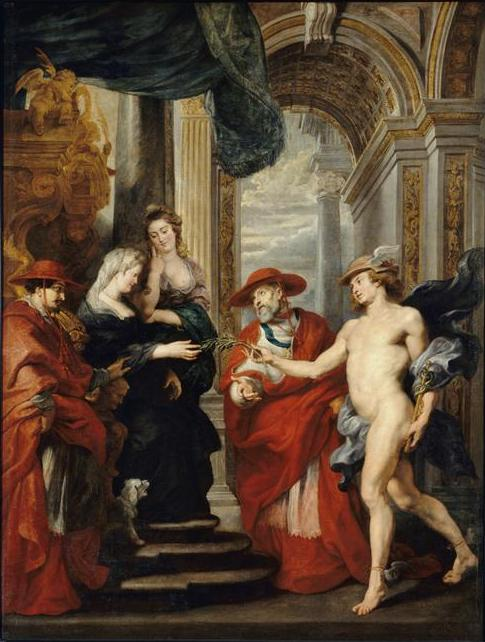
Рубенс. Ангулемський договір. Лувр. 1621—1625

Ангулемський договір (фр. Traité d'Angoulême) — договір, підписаний 10 серпня 1619 року, між королевою Марією Медічі і її сином, королем Людовіком XIII Справедливим в Ангулемі (Франція). Договір готував майбутній кардинал Рішельє.
Підписаний документ офіційно поклав край громадянській війні у Франції між прихильниками королеви Марії Медічі, яка була в змові з колишнім одним найближчих міньйонів короля Генріха III — герцогом Д'Еперноном і прихильниками короля Людовика XIII.
Людовик XIII сплатив борги королеви-матері в сумі 1 800 000 ліврів. Марія Медічі отримала в управління Анжу. Герцог Д'Епернон був прощений.
Художник Рубенс створив полотно «Ангулемський договір» на якому приймаючи гілку оливи в знак миру, Марія Медічі погоджується примиритися з сином, представленим на картині в образі Гермеса. Майстер зображує Марію на королівському трон, увінчану вінком, символом мудрості і мучеництва. Поруч стоїть кардинал Рішельє, що з самого початку вів переговори між сторонами. Інший кардинал, що безпосередньо склав сам договір, веде Людовика з символом миру — оливковою гілкою.